# Březinka (Kokořín)
Březinka (německy Bschesinka) je malá vesnice, část obce Kokořín v okrese Mělník ve Středočeském kraji. Nachází se asi 1,5 kilometru severozápadně od Kokořína. Je zde evidováno 39 adres. Trvale zde žije 68 obyvatel.
Březinka leží v katastrálním území Březinka u Kokořína o rozloze 2,07 km².

## Historie
První písemná zmínka o vesnici pochází z roku 1517.

## Obyvatelstvo
| Rok            | 1869 | 1880 | 1890 | 1900 | 1910 | 1921 | 1930 | 1950 | 1961 | 1970 | 1980 | 1991 | 2001 | 2011 | 2021 |
| -------------- | ---- | ---- | ---- | ---- | ---- | ---- | ---- | ---- | ---- | ---- | ---- | ---- | ---- | ---- | ---- |
| Počet obyvatel | 146  | 143  | 132  | 112  | 117  | 127  | 136  | 104  | 89   | 91   | 65   | 56   | 68   | 49   | 43   |
| Počet domů     | 27   | 27   | 28   | 32   | 27   | 28   | 29   | 32   | 77   | 26   | 25   | 35   | 36   | 39   | 39   |

## Obecní správa
Při sčítání lidu v letech 1850–1979 Březinka byla samostatnou obcí v okrese Mělník. Od 1. ledna 1980 je částí obce Kokořín v okrese Mělník. V letech 1850–1979 k obci patřila Truskavna a od 1. července 1960 do 31. prosince 1979 také Šemanovice.

## Pamětihodnosti
- Dům čp. 21